# Nishiawakura
Nishiawakura (西粟倉村, Nishiawakura-son) est un village du district d'Aida, dans la préfecture d'Okayama, au Japon.

## Géographie

### Situation
Le village de Nishiawakura est situé dans l'extrême nord-est de la préfecture d'Okayama, à la limite ouest de la préfecture de Hyōgo et à la limite sud-est de la préfecture de Tottori. C'est un village de montagne étendu du nord au sud sur environ 13 km, dans une vallée couverte de forêts de cèdres du Japon et de cyprès du Japon.

### Démographie
Au 1er février 2016, la population de Nishiawakura s'élevait à 1 518 habitants répartis sur une superficie de 57,97 km2.

### Municipalités voisines
| Chizu*   | Wakasa*                                                     | Wakasa*            |
| Chizu*   | Nishiawakura(*préfecture de Tottori, **préfecture de Hyōgo) | Shisō** / Mimasaka |
| Mimasaka | Mimasaka                                                    | Mimasaka           |

## Économie
La principale activité du village de Nishiawakura est l'exploitation forestière.

## Histoire
En 1889, au cours de la mise en place du nouveau système d'administration des municipalités élaboré par le gouvernement de Meiji, le village de Nishiawakura est créé en regroupant six villages.

## Symboles municipaux
L'arbre symbole de la municipalité de Nishiawakura est le cèdre du Japon, sa fleur symbole le Rhododendron indicum et son oiseau symbole la bouscarle chanteuse.